# Colin Fraser Symington
Pour les articles homonymes, voir Symington.
Colin Fraser Symington, né en 1905 à Édimbourg, en Écosse, et mort en 1943 au Nigeria, est un botaniste anglais.

## Biographie
Il fait ses études à Édimbourg, où il obtient son B.Sci. diplôme en foresterie, puis suit un cours de troisième cycle à l'Université d'Oxford. En 1927, il est nommé au service forestier malais. Quelques années avant la Seconde Guerre mondiale, il est promu botaniste forestier à Kepong (Kuala Lumpur), au Selangor. Il voyage aux Philippines. Après la capitulation de Singapour, il s'enfuit en Australie et après un certain temps, il est affecté par le Colonial Office to the Forestry Dept in Nigeria.
Le nom de l'espèce Eugenia symingtoniana Henderson lui rend hommage.

## Publications
- (en) Symington, C. F. (Colin Fraser), 1905-1943,, Appanah, S. (Simmathiri), Barlow, Henry Sackville, et Forest Research Institute (Malaysia), Foresters' manual of dipterocarps (ISBN 983-2883-00-8 et 978-983-2883-00-5, OCLC 942665574, lire en ligne)
- (en) C. F Symington, The Flora of Gunong Tapis in Pahang: with notes on the altitudinal zonation of the forests of the Malay Peninsula, 1936 (OCLC 918469099, lire en ligne)
- (en) C. F Symington, The study of secondary growth on rain forest sites in Malaya, 1933 (OCLC 83710283, lire en ligne)
- (en) C. F Symington, Notes on Malayan Dipterocarpaceae. 3 3, 1935 (OCLC 917376774, lire en ligne)
- (en) C. F Symington, Notes on Malayan Dipterocarpaceae. 3 3, 1935 (OCLC 917376774, lire en ligne)
- (en) C. F Symington, Upuna, a new genus of the Dipterocarpaceae, 1941 (OCLC 918469247, lire en ligne)